# HD 143404
HD 143404，又名CD-3112470，SAO 207234、HR 5956，是一颗恒星，视星等为6.33，位于銀經343.46，銀緯15.66，其B1900.0坐标为赤經15h 55m 0.8s，赤緯-31° 15.66′ 25″。